# 久野昌宏
久野 昌宏（くの まさひろ）は、テレビ朝日クリエイト代表取締役社長。

## 経歴
1985年一橋大学社会学部卒業後、テレビ朝日に入社。「モーニングショー」などの情報番組担当を経て、1991年から制作局で「ミュージックステーション」のディレクターを担当後、1992年からドラマ班に異動し多数のドラマの演出やプロデュースを手がける。
2006年にコンテンツ事業部に異動し、2009年からはイベント事業部にて舞台や催事部門の統括を担当している。2013年にオープンしたＥＸシアター六本木では設計・運営に携わり、初代副支配人として活躍した。その後、ビジネスプロデュース局イベント事業センター長、コンテンツ事業部長、公益財団法人民間放送教育協会事務局長を経て、2024年6月より現職。

## 演出作品
- スタイル!
- 動物のお医者さん
- R-17
- BLACK OUT
- 天国のKiss
- 刑事部屋〜六本木おかしな捜査班〜
- おばあちゃま、壊れちゃったの?
- はみだし刑事情熱系
- しようよ♡
- フォーチュン・バナナ(トレソーラ用ドラマ)
- あなドラ♪ナイト(ネット用ドラマ)
- voice4(舞台作品)